# Aougrout (distrito)
Aougrout é um distrito localizado na província de Adrar, no centro-sul da Argélia. Em 2008, sua população era de 28 869 habitantes.

## Comunas
O distrito está dividido em três comunas:
- Aougrout
- Deldoul
- Metarfa